# Gaúcho
La parola portoghese "Gaúcho" IPA:\gaˈuʃʊ\ è un aggettivo che serve ad identificare gli abitanti della provincia del Rio Grande do Sul, anche chiamati sul-riograndenses. 
Per fare un esempio, in portoghese (brasiliano) si può chiedere: "De onde vem você?" ("Da dove vieni?"), e rispondere "eu sou Gaúcho!" ("io sono Gaúcho=di Rio Grande do Sul").
Uno tra i più famosi "Gaúchos" è il calciatore brasiliano Ronaldinho: in Brasile, per esempio, l'ex attaccante del Real Madrid Ronaldo viene comunemente chiamato Ronaldinho, e perciò l'omonimo attaccante ex Barcellona, per distinguersi dal famoso collega, viene correntemente chiamato Ronaldinho Gaúcho, proprio per ricordare la sua regione d'origine.